# Antonio Fabián Silio
Antonio Fabián Silio (Antonio Fabián Silio Alaguire; * 9. Mai 1966 in Nogoyá, Entre Ríos) ist ein ehemaliger argentinischer Langstreckenläufer, der in den 1990er Jahren zur Weltklasse gehörte.
1991 gewann er im 5000-Meter-Lauf die einzige Medaille für Argentiniens Leichtathleten bei den Panamerikanischen Spielen, als er in 13:45,15 min hinter den beiden Mexikanern Arturo Barrios und Ignacio Fragoso das Ziel erreichte. 1992 qualifizierte sich Silio bei den Olympischen Spielen in Barcelona über 10.000 Meter für das Finale und belegte den 18. Platz. Im Jahr darauf belegte er in 28:36,88 min den achten Platz bei den Weltmeisterschaften in Stuttgart. 1998 gewann er den 10.000-Meter-Lauf bei den Iberoamerikanischen Meisterschaften.
Silio war schon seit dem Beginn seiner Karriere auch im Straßenlauf aktiv. 1992 gewann er Silber bei den Halbmarathon-Weltmeisterschaften im Rahmen des Great North Runs in 1:00:40 h (Strecke nicht rekordtauglich). 1995 stellte er den aktuellen Landesrekord im Marathonlauf auf, als er den Hamburg-Marathon mit dem Streckenrekord von 2:09:57 h gewann. 1996 startete er beim Marathon der Olympischen Spiele in Atlanta, erreichte aber nicht das Ziel. 1998 wurde er mit einem weiteren Landesrekord von 1:00:45 h Sechster der Halbmarathon-Weltmeisterschaften auf der Strecke des Greifenseelaufs. 2001 beendete er seine Karriere.
Silio ist 1,72 m groß und wog zu Wettkampfzeiten 57 kg. 

## Bestleistungen
- 3000 m: 7:50,15 min, 3. September 1990, Jerez (aktueller Landesrekord, Stand 2009)
- 5000 Meter: 13:19,64 min, 17. Juli 1991, Rom (aktueller Landesrekord, Stand 2009)
- 10.000 Meter: 27:38,72 min, 26. September 1993, Brüssel (aktueller Landesrekord, Stand 2009)
- 10-km-Straßenlauf: 27:52 min,  19. August 1990, Kopenhagen (aktueller Landesrekord, Stand 2009)
- Halbmarathon: 1:00:45 h, 27. September 1998, Uster (aktueller Landesrekord, Stand 2009)
- Marathon: 2:09:57 h, 30. April 1994, Hamburg (aktueller Landesrekord, Stand 2009)